# Pelerine

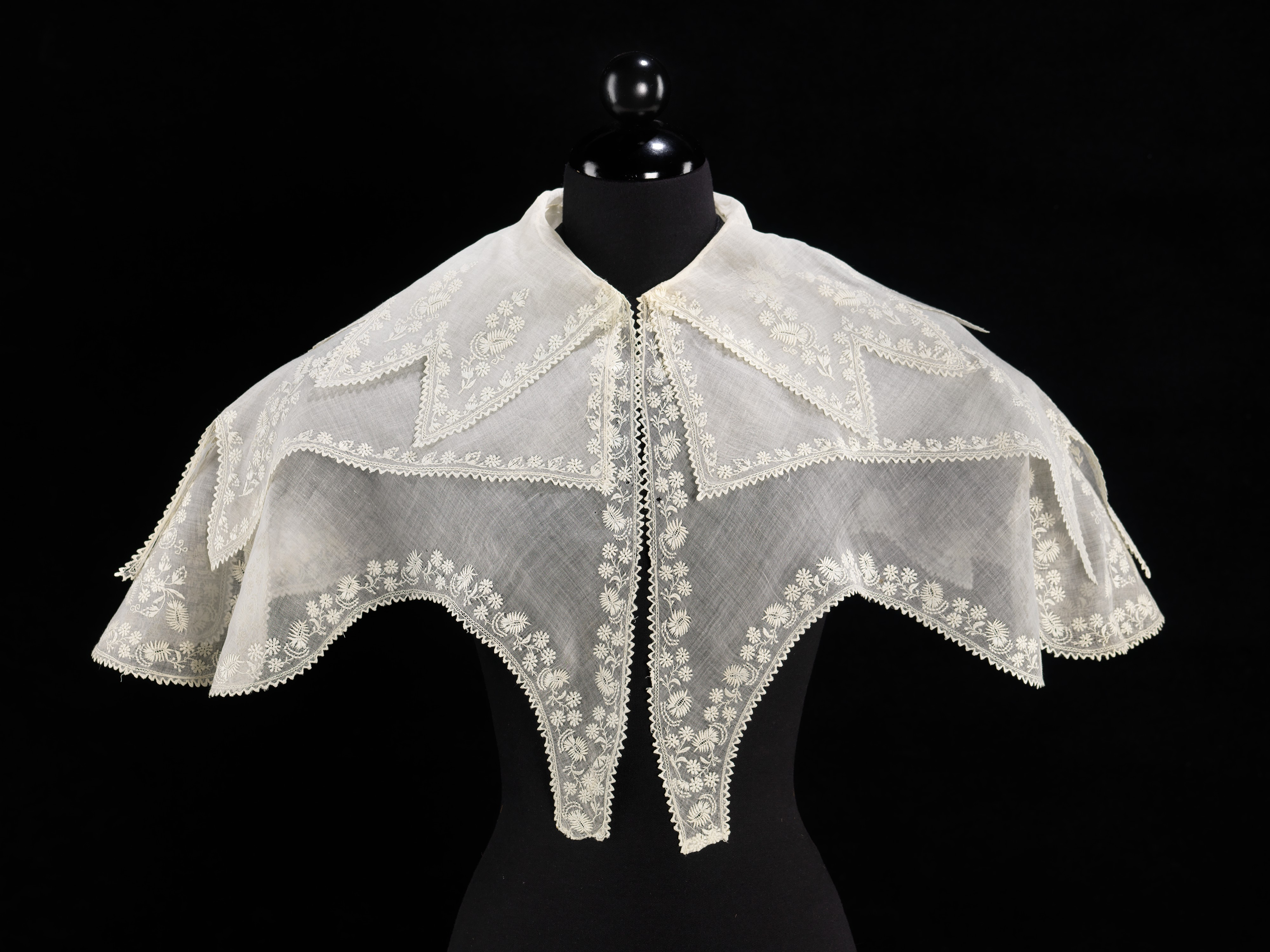
Pelerine da década de 1830, musselina com bordados.

Um pelerine é uma pequena capa que cobre os ombros. Historicamente, o pelerine possivelmente se originou em um tipo de acolchoamento de armadura do século XV que protegia o pescoço e os ombros por si só, se o tecido acolchoado fosse reforçado internamente com metal ou agisse como acolchoamento entre a armadura e a pele no pescoço para  região do ombro. O pelerine costumava ter fechos para que as bengalas pudessem ser fixadas. No mundo da moda, era mais popular durante a metade ao final do século XIX na Europa e nas Américas.
A palavra vem do francês "pèlerine" (peregrino) e talvez seja uma referência às pequenas capas usadas por muitas das mulheres na pintura de Jean-Antoine Watteau de 1717, Peregrinação à ilha de Citera (Watteau).
Os pelerines podem ser feitos de vários materiais, incluindo musselina e seda.  Eles podem ser adornados com bordados, bordados, babados ou até mesmo penas. Pelerines de crochê também eram comuns. 
Pelerines de musselina em camadas eram populares na década de 1830 como uma opção para cobrir as mangas largas da moda naquele período. Junto com tippets, eles ajudaram a enfatizar a largura da moda das mangas e a linha dos ombros da década.
No final do século XIX, os pelerines tendiam a ser vistos como roupas menos formais e costumavam ser usados em casa.